# Wright (ancienne circonscription fédérale)
Pour les articles homonymes, voir Wright.
Wright fut une circonscription électorale fédérale de la région de l'Outaouais au Québec. Elle fut représentée de 1896 à 1948.
La circonscription a été créée en 1892 d'une partie de la circonscription du Comté d'Ottawa. Abolie en 1947, elle fut fusionnée dans Gatineau.

## Géographie
En 1903, la circonscription de Wright comprenait :
- les cantons d'Aylwin, Aumond, Baskatong, Bouchette, Cameron, Denholm, Eardley, Egan, Hincks, Hull, Kensington, Low, Lytton, Maniwaki, Masham, Northfield, Sicotte, Templeton, Wakefield et Wright ;
- la cité de Hull ;
- la ville d'Aylmer.

## Députés
1. 1896-1897 — Charles Ramsay Devlin, Libéral
2. 1897¹-1904 — Louis-Napoléon Champagne, Libéral
3. 1904-1905 — Wilfrid Laurier, Libéral
4. 1905¹-1921 — Emmanuel-Berchmans Devlin, Libéral
5. 1921-1925 — Romuald-Montézuma Gendron, Libéral
6. 1925-1936 — Fizalam-William Perras, Libéral
7. 1936¹-1945 — Rodolphe Leduc, Libéral
8. 1945-1948 — Léon-Joseph Raymond, Libéral

¹ = Élections partielles